# Kỳ giông Oita
The Oita Salamander (Hynobius dunni) là một loài kỳ giông thuộc họ Hynobiidae.
Đây là loài đặc hữu của Nhật Bản.
Môi trường sống tự nhiên của chúng là rừng ôn đới, sông ngòi, sông có nước theo mùa, đầm nước ngọt, đầm nước ngọt có nước theo mùa, và đất có tưới tiêu.
Chúng hiện đang bị đe dọa vì mất môi trường sống.

## Hình ảnh

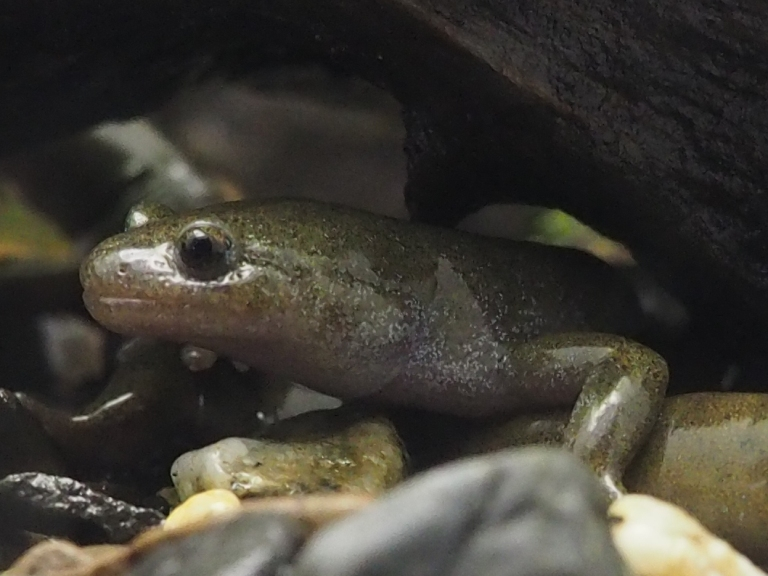